# Esposizione iberoamericana di Siviglia

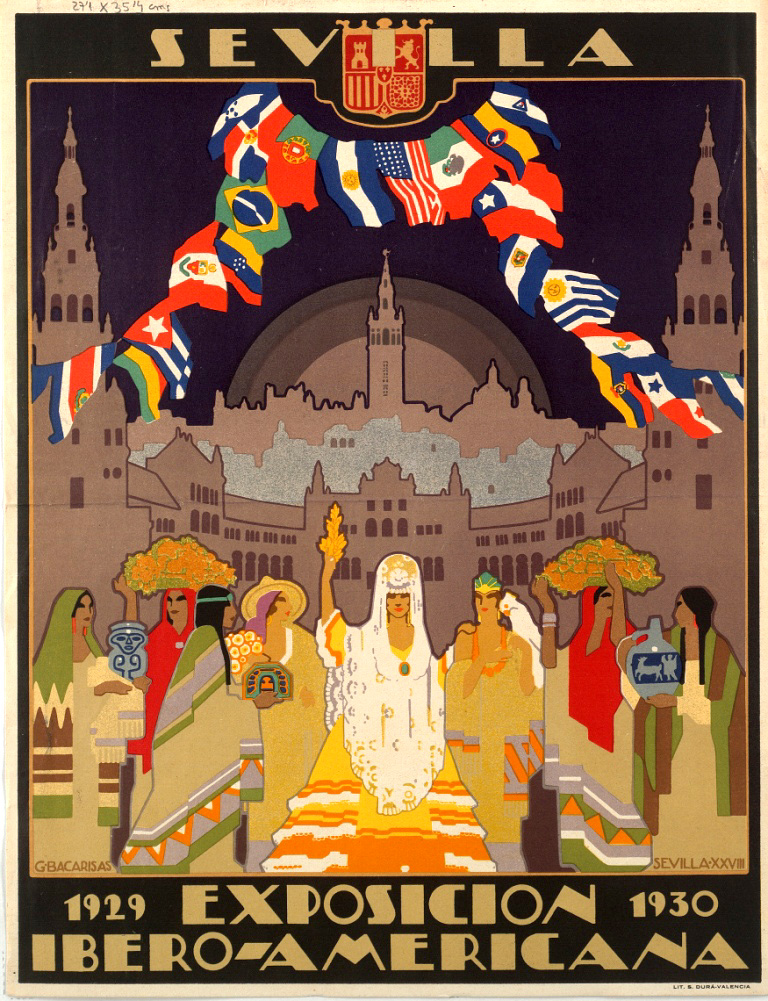
Poster

Piano di localizzazione

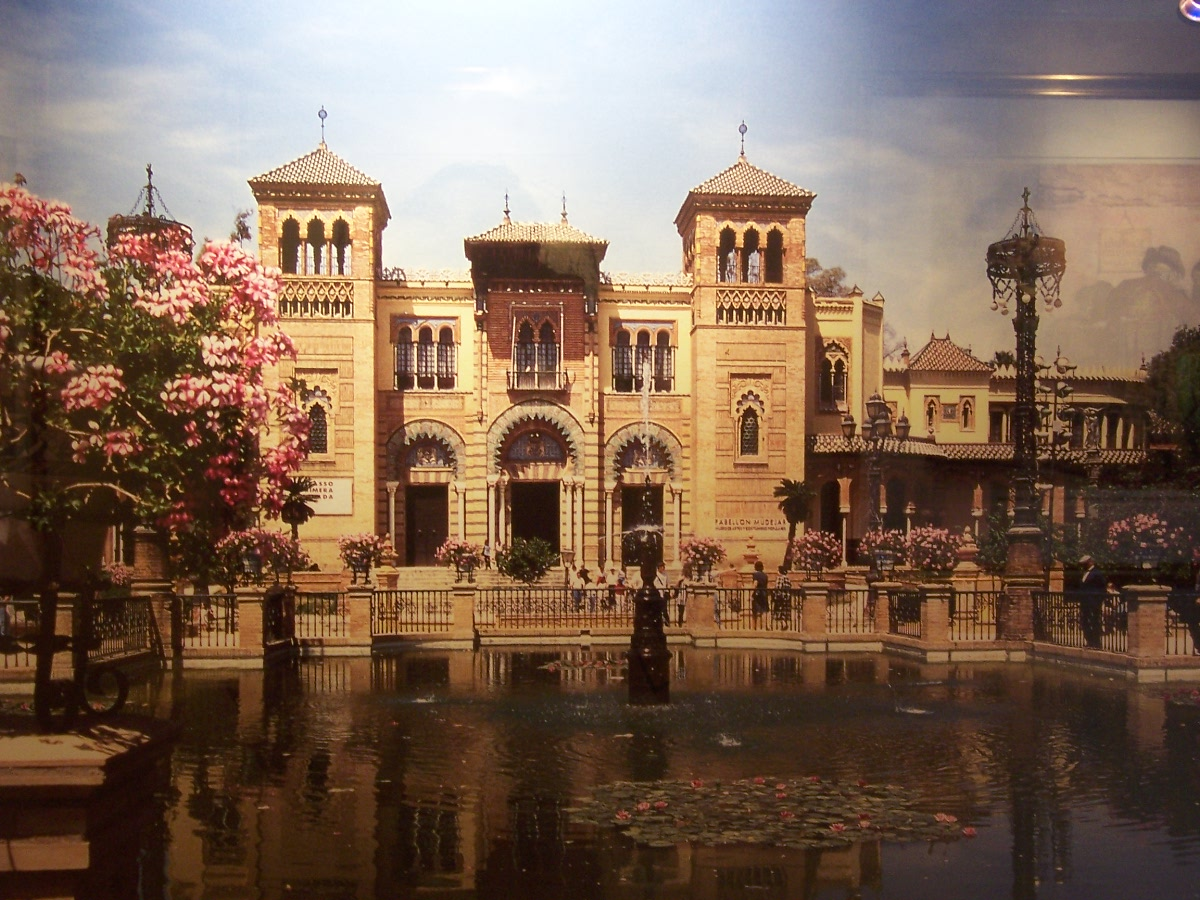
Padiglione Mudéjar

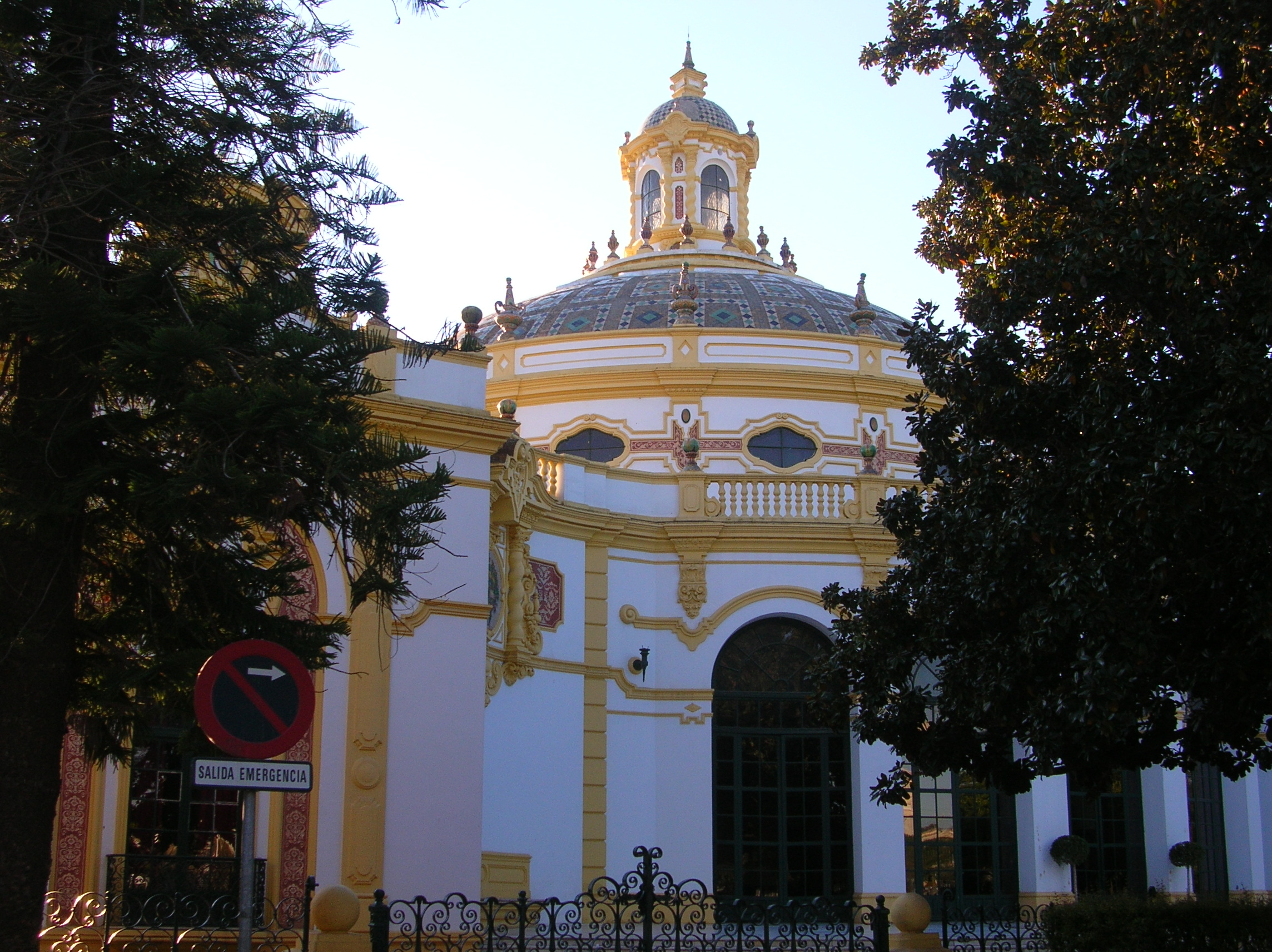
Casino dell'Esposizione

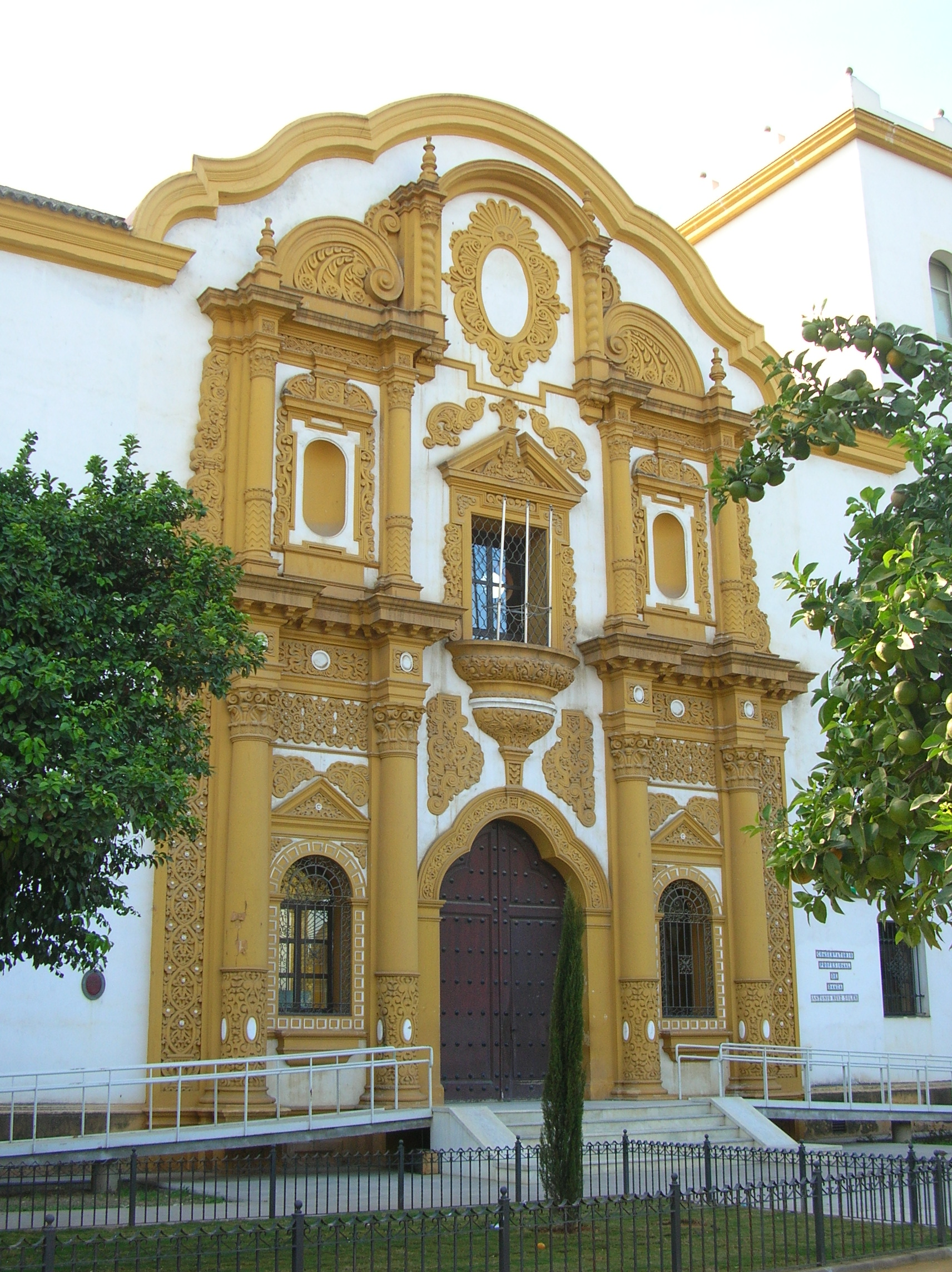
Padiglione dell'Argentina

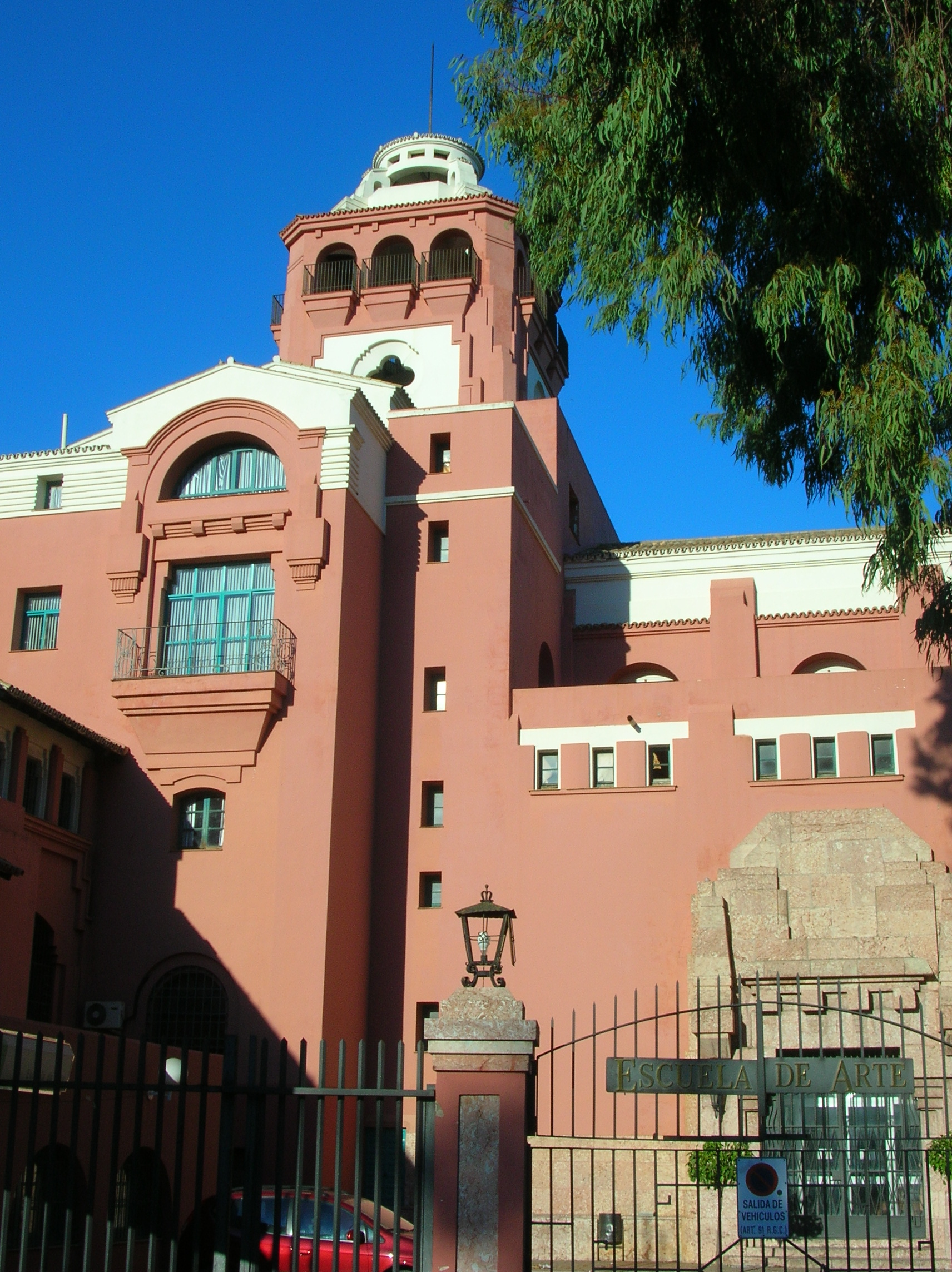
Padiglione del Cile

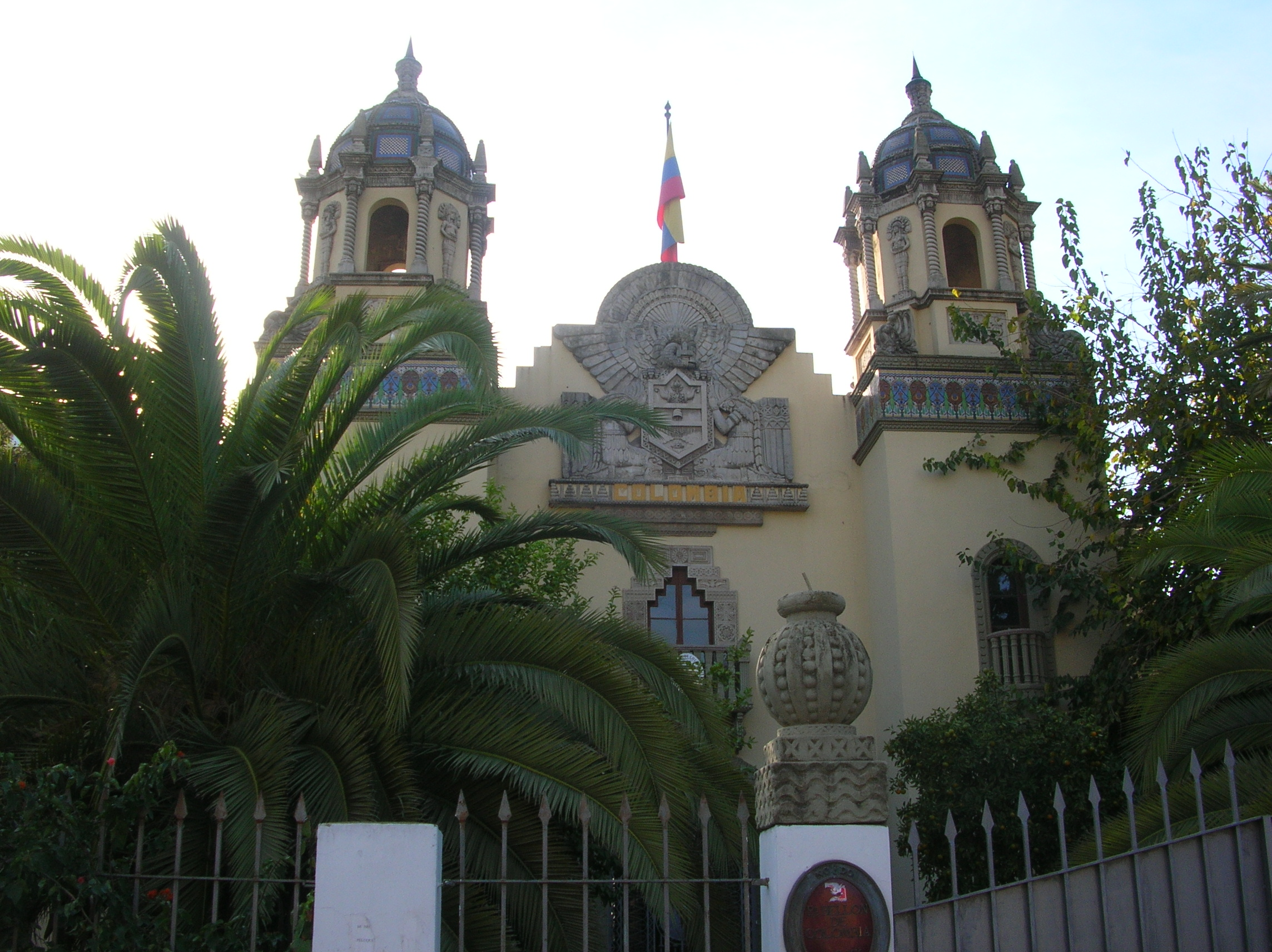
Padiglione della Colombia

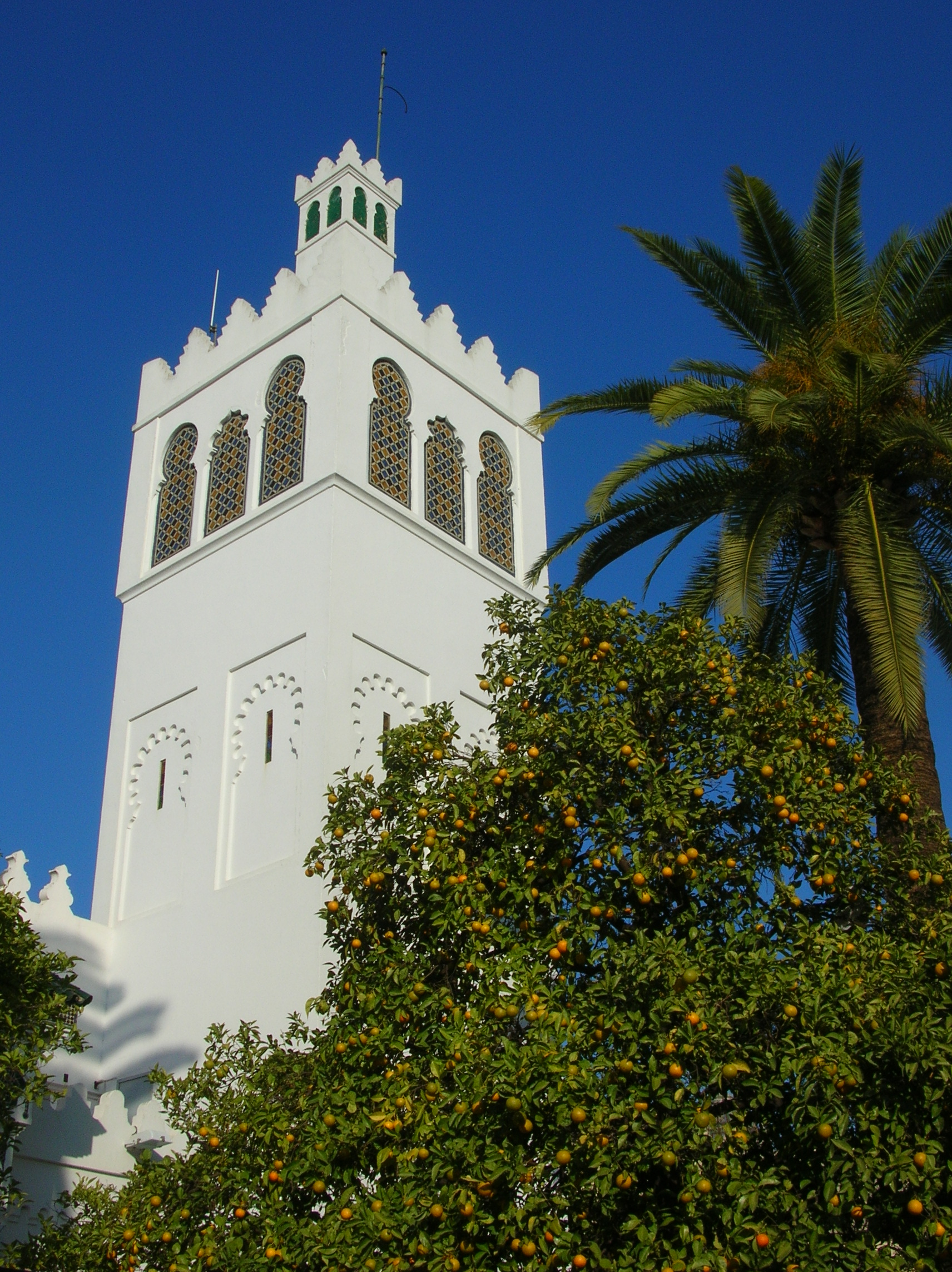
Padiglione del Marocco

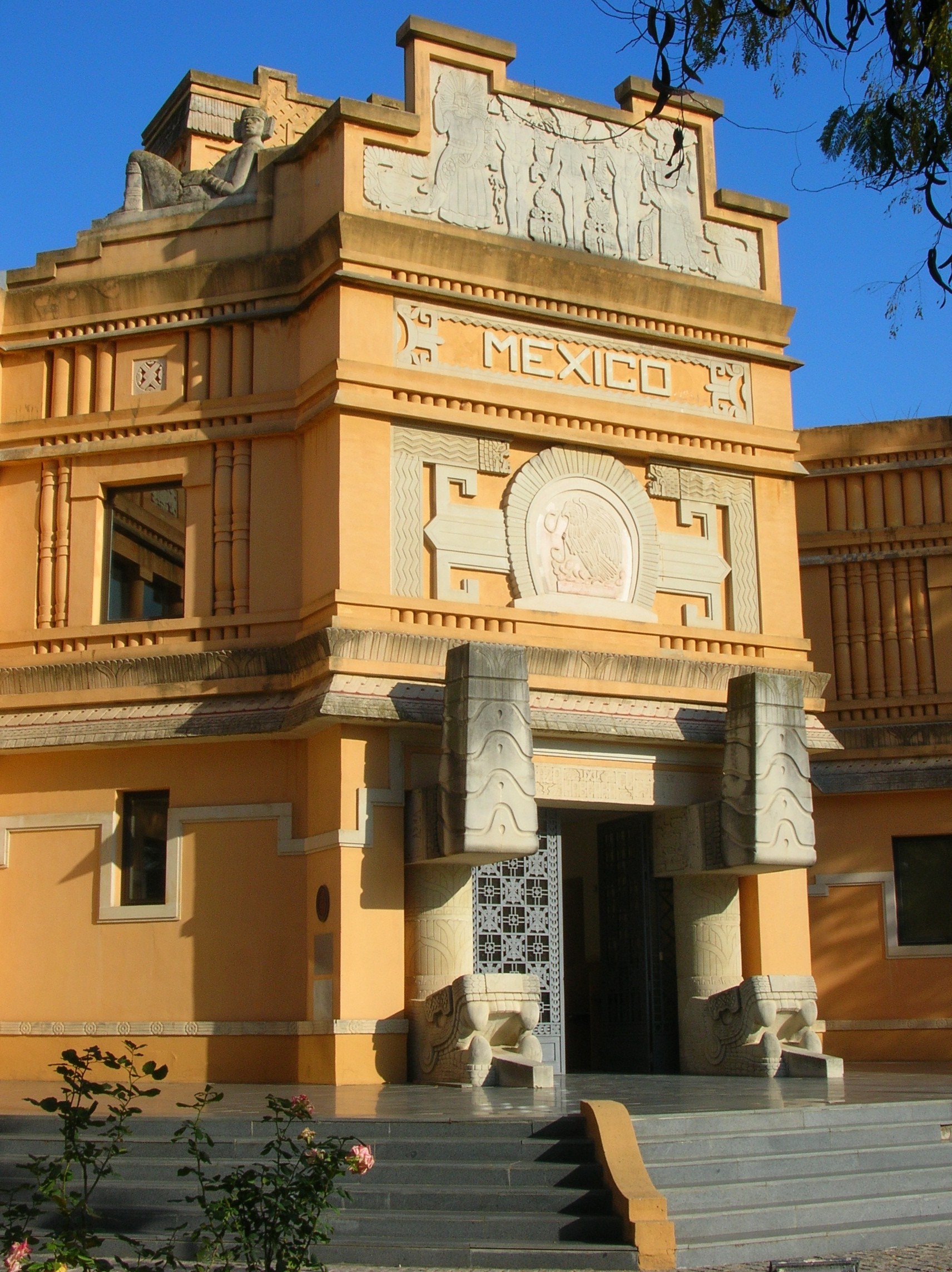
Padiglione del Messico

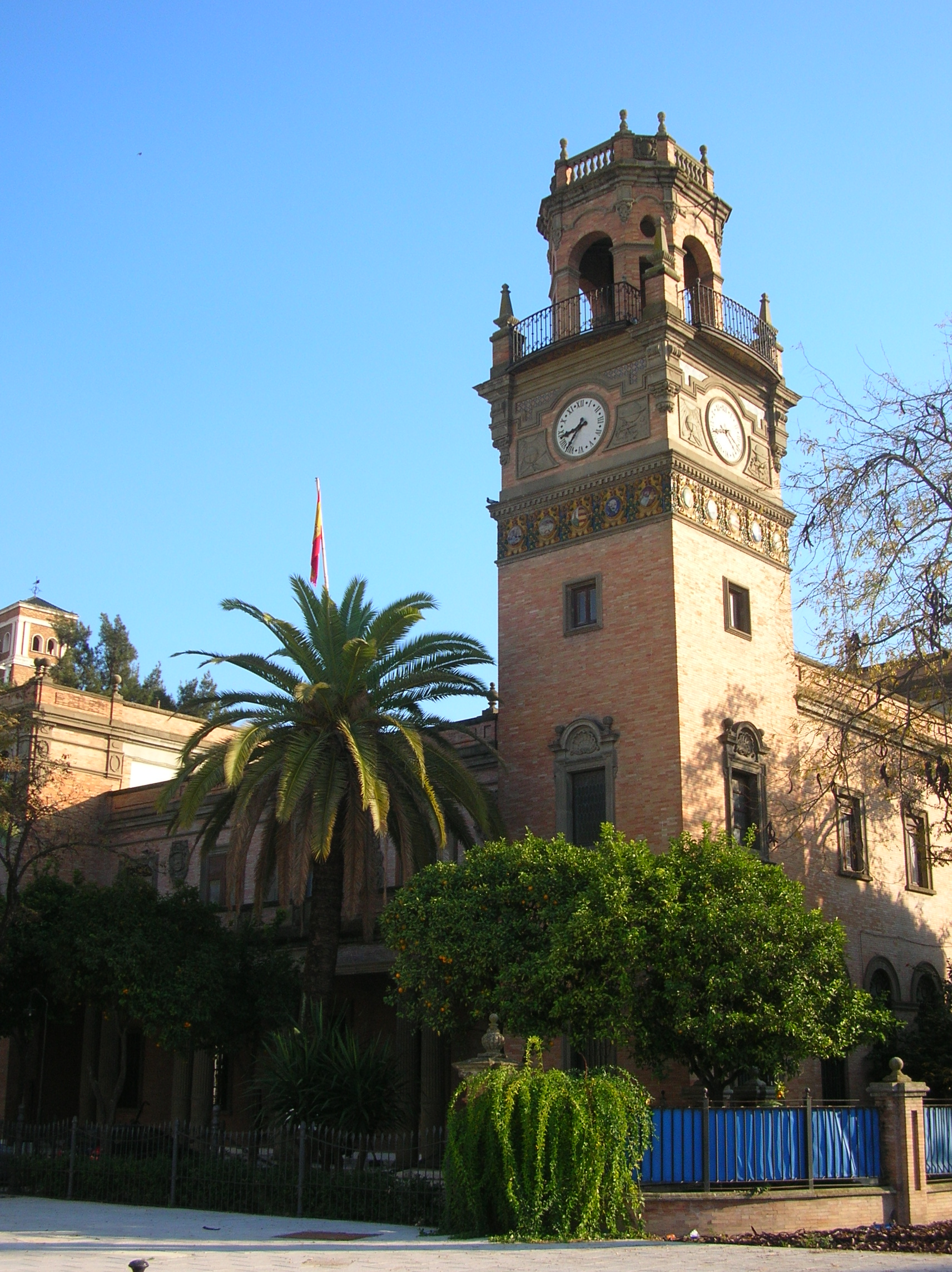
Padiglione del Ministero della Marina

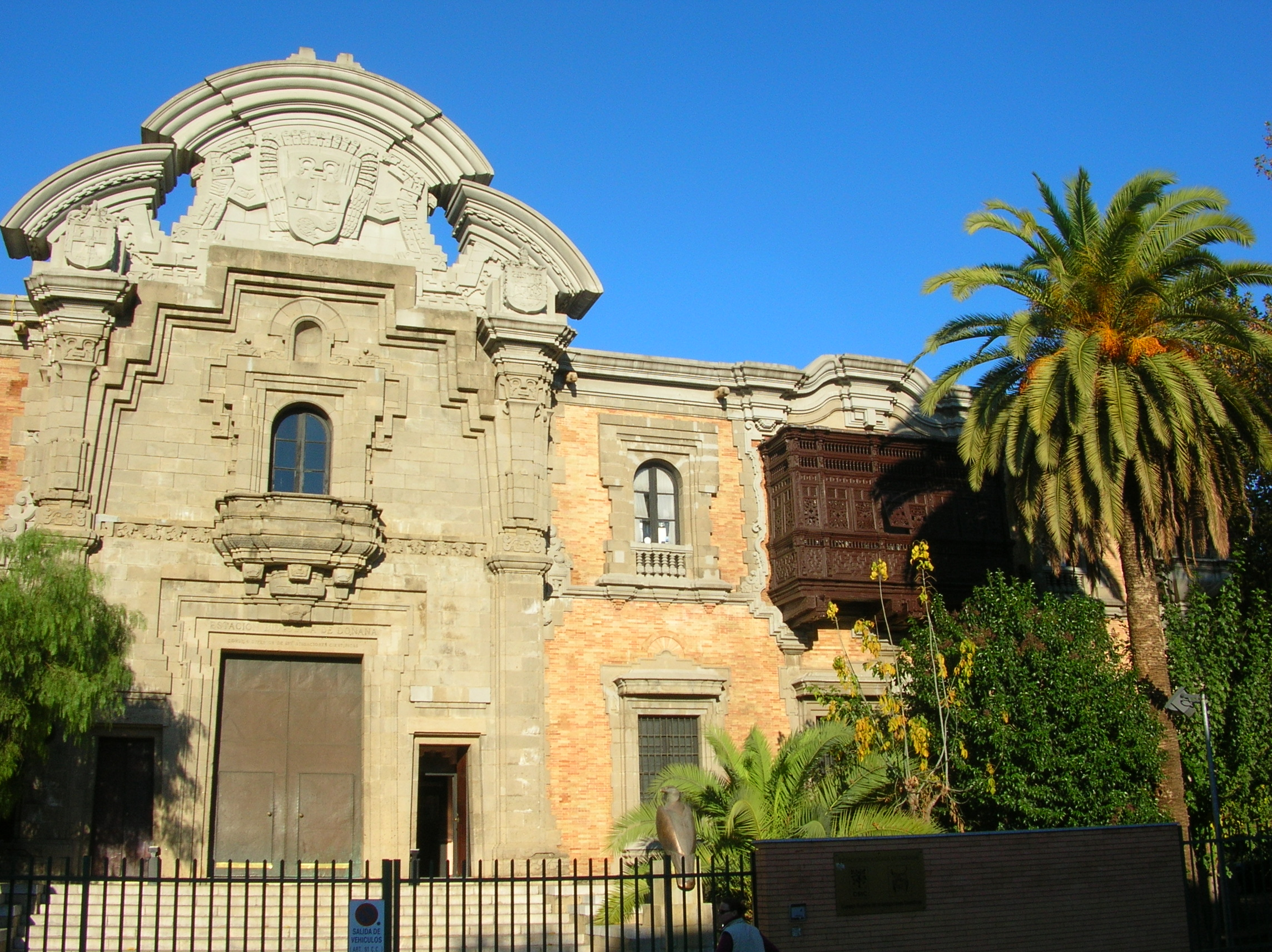
Padiglione del Perú

L'Esposizione iberoamericana di Siviglia, chiamata anche Esposizione ispanoamericana di Siviglia, venne inaugurata il 9 maggio 1929 e terminò il 21 giugno del 1930. Fu uno degli avvenimenti più importanti dell'inizio del XX secolo per la città di Siviglia.

## Genesi
L'idea di realizzare un'esposizione internazionale a Siviglia nacque nel 1909, da una proposta del comandante dell'artiglieria Luis Rodriguez Caso. L'idea di Caso doveva servire come porta per il futuro, per aprire la regione ad una modernizzazione necessaria per la città e l'intera regione. Tra gli obbiettivi principali dell'esposizione c'erano: la riforma urbanistica della città, l'incremento del turismo, risuscitando la fama della città nel mondo, la creazione di nuovi posti di lavoro e la necessità d'intavolare migliori rapporti economici e politici con i paesi americani.
Il maggiore apporto che l'esposizione portò alla città bisogna cercarlo nell'urbanistica, infatti in quegli anni Siviglia era molto al di sotto della media delle altre città dei paesi che partecipavano all'esposizione: la città mancava di pavimentazione, aveva problemi di approvvigionamento di acqua, la luce elettrica non era ancora diffusa e mancavano abitazioni e alberghi.
Inizialmente l'esposizione doveva essere inaugurata il 1º aprile 1911, successivamente venne rimandata fino al 1914, ma problemi internazionali come lo scoppio della prima guerra mondiale, ritardarono ulteriormente l'esposizione sino al 1929.

## Risultati economici
Uno dei primi promotori dell'esposizione fu un gruppo privato, che però non disponeva di grosse risorse finanziarie, per questo motivo fu solo grazie alle sovvenzioni statali ottenute (circa 40.547.598 pesetas) che l'evento poté svolgersi. Si stima oggi che l'investimento necessario per la realizzazione dell'esposizione di Siviglia si sia avvicinato a 80.218.599 pesetas; le entrate generate furono invece di circa 85.147.360 pesetas.

## Partecipanti
I principali partecipanti dell'esposizione furono: l'Argentina, il Brasile, il Cile, il Guatemala, la Colombia, Cuba, gli Stati Uniti, il Marocco, il Messico, il Portogallo, il Perù, l'Uruguay, tutte le comunità autonome della Spagna e le province dell'Andalusia, inclusa Huelva, che inizialmente non era d'accordo con il fatto che Siviglia fosse la sede dell'esposizione.

## Esposizioni
Si realizzarono varie esposizioni. L'arte antica fu messa in mostra nel Padiglione Mudéjar, l'attuale Museo delle arti e dei costumi popolari e nella Plaza de España. Si costruì un percorso lungo la storia della stampa dalla sua invenzione ad opera di Johannes Gutenberg fino alle ultime tecnologie conosciute alla fine degli anni venti.

### Il treno Liliput
Durante l'esposizione funzionò il cosiddetto Treno Liliput o ferrovia in miniatura. Di questa attrazione rimane solo una locomotiva (chiamata Santa Maria) che si trova nella stazione di Santa Justa all'entrata della sede dell'associazione degli amici delle ferrovie di Siviglia.

## Ubicazione e padiglioni
L'area prevista per l'organizzazione comprendeva:
- Il Parco di María Luisa, donato nel 1893 dall'infanta Maria Luisa Ferdinanda di Borbone e che fu ristrutturato dal francese Jean Claude Nicolas Forestier, già conservatore del Bois de Boulogne a Parigi, e che gli diede un tocco romantico ispirandosi ai giardini del Generalife, dell'Alhambra e dei Reales Alcázares di Siviglia. Nel parco furono anche costruite la plaza de España e quella de América.
- Il Prado de San Sebastián, dove fu costruito il Padiglione del Portogallo.
- I giardini di San Telmo, dove venne costruito il Padiglione di Siviglia, formato dal Teatro Lope de Vega e dal Casinò dell'Esposizione.
- Il Paseo de las Delicias.
- Il Settore Sud.

Annibale Gonzalez, nominato architetto direttore dell'esposizione, si occupò di gran parte dell'urbanizzazione dei 1.343.200 metri quadrati che occupò l'esposizione, ma nel 1928, dopo le sue dimissioni, venne nominato direttore l'architetto Vicente Traver.
La disorganizzazione che regnava nel 1926 influì enormemente su tutti i padiglioni, infatti inizialmente erano stati progettati in modo da risultare sovrapposti gli uni agli altri.
I principali edifici dell'esposizione furono l'insieme dei padiglioni sorto intorno alla piazza d'America, che venne elaborato nel 1913, formato da: il Padiglione Mudejar, attualmente il Museo delle arti e dei costumi popolari di Siviglia, il padiglione delle Belle Arti, attualmente Museo archeologico di Siviglia e il Padiglione Reale.
Nel 1914 Annibale Gonzalez, elaborò quello che sarà il progetto più ambizioso di tutta l'esposizione, la Plaza de España, che comprende il Gran palazzo e la piazza che lo circonda, la sua costruzione si prolungò fino al 1928 e venne inaugurata solo nel 1929.